# St. Nikolaus (Albaching)

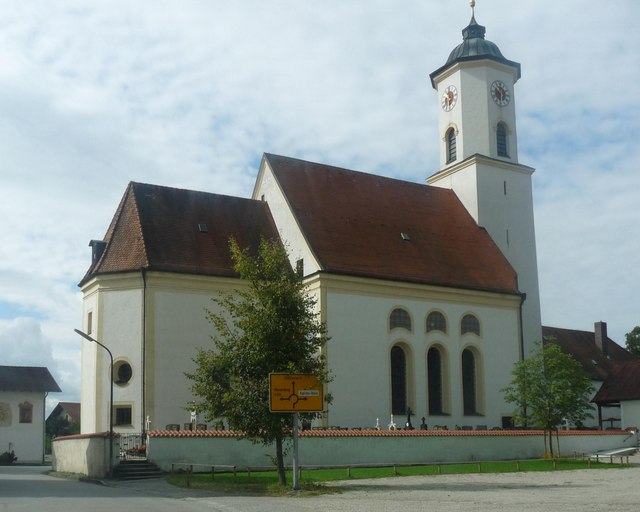
St. Nikolaus in Albaching

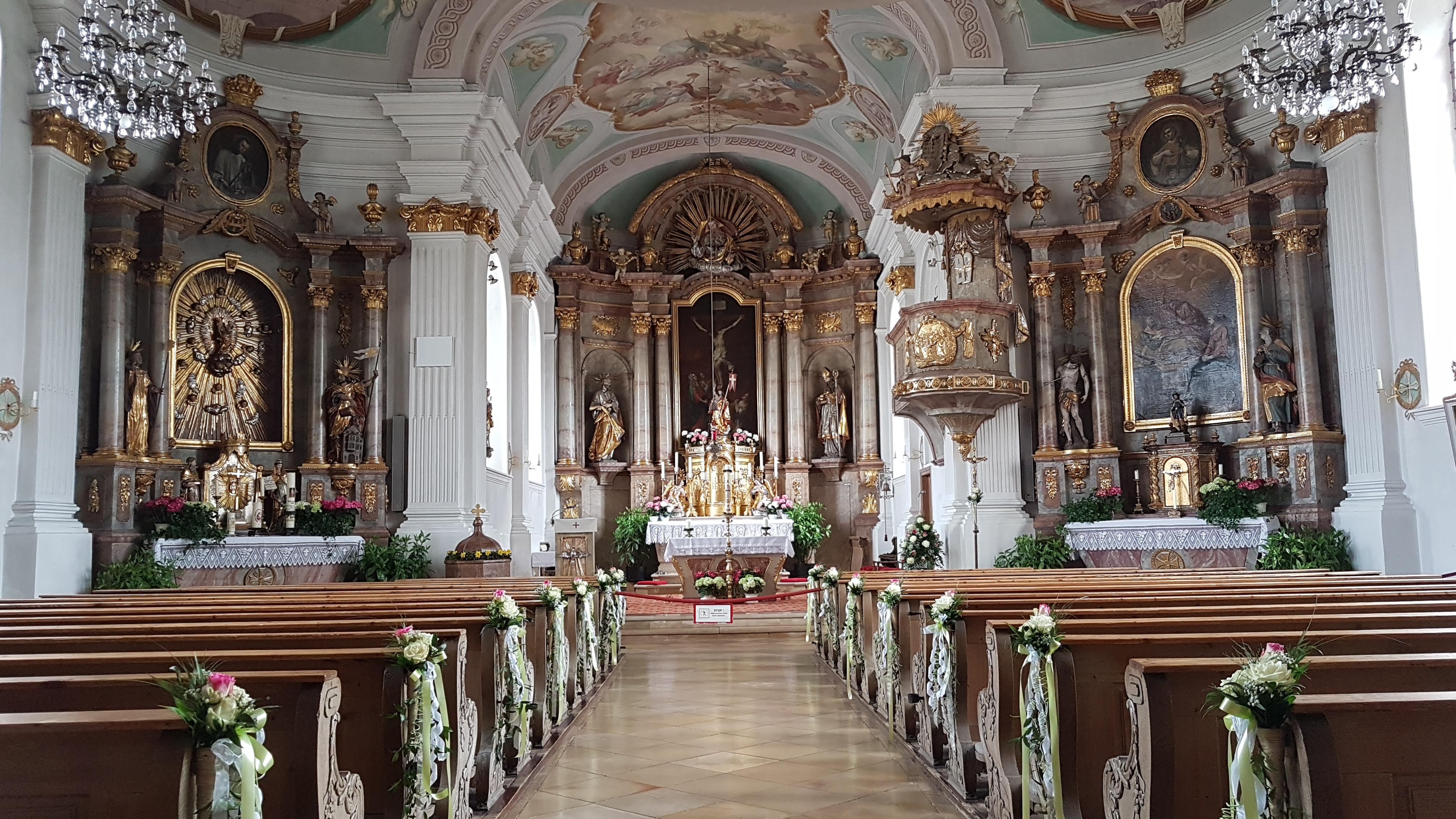
Innenraum

Die katholische Kirche St. Nikolaus ist die Pfarrkirche von Albaching. Sie stammt aus der Zeit des Übergangs vom Rokoko zum Klassizismus.

## Geschichte und Ausstattung
Das ursprüngliche gotische Altarhaus wurde 1790 von Mathias Rösler und Matthias Egger durch ein neues Langhaus erweitert. Ursprünglich befand sich an der Südseite ein Turm, der jedoch 1798 von einem Blitz zerstört und 1811 bis 1812 durch einen Neubau von Gustav Vorherr an der Westseite der Kirche ersetzt wurde. Von 1995 bis 1998 wurde der Innenraum der Kirche renoviert und dabei die klassizistische Gestalt wiederhergestellt.
Die Fresken im Innenraum wurden von dem kurfürstlichen Hofmaler Christian Wink geschaffen. Besonders hervorzuheben ist das Kuppelfresko über dem Langhaus mit dem Heiligen Nikolaus als Fürsprecher. Die Fresken sind gezeichnet mit „Christ Wink pictor aulicus Monnachii pinxit 1791 et 1792“. Mitgewirkt hat Winks Vetter Johann Adam.

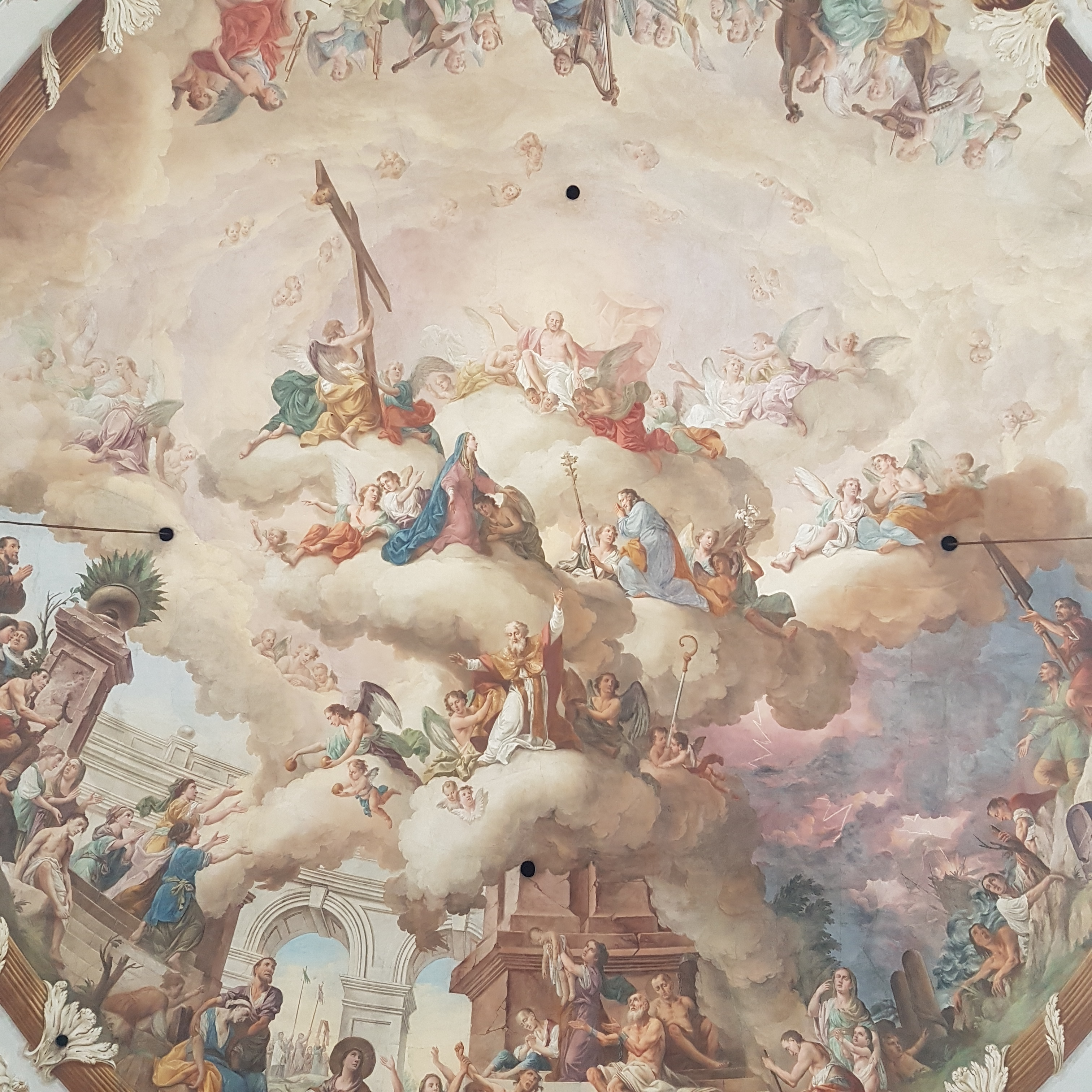
Hauptfresko im Langhaus

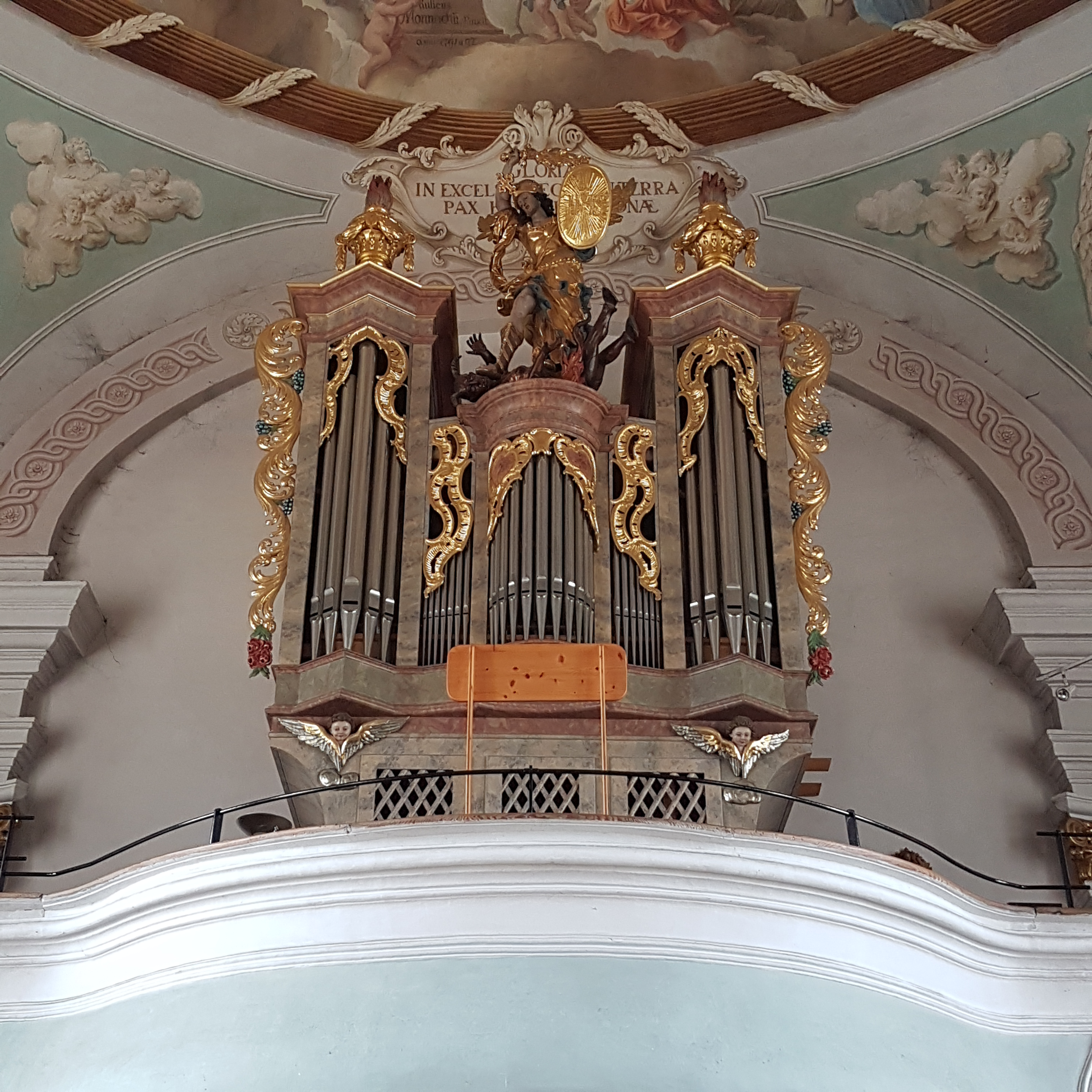
Orgel

Der Hochaltar wurde 1796 von Franz Xaver Brand angefertigt mit dem Altarbild der Kreuzigung Christi von Christian Wink und den Seitenfiguren der Heiligen Petrus und Nikolaus von Johann Chrysostomus Geisenhofer. Die Seitenaltäre stammen aus dem Jahr 1814, am südlichen Altar befindet sich das Bild Josephs Tod von Ignaz Alois Frey, der 1820 auch die Kreuzwegstationen gemalt hat.

## Geläute
Das heutige Geläute besteht aus vier Bronzeglocken mit Schlagtonfolge Salve Regina in Disposition d1 - fis1 - a1 - h1 das an geraden Stahljochen in einem massiven Stahlglockenstuhl aufgehängt ist.

## Orgel
Die seitenspielige Orgel wurde 1988 als Opus 146 von der Orgelbaufirma Jann aus Allkofen erbaut. Sie verfügt über 17 Register, welche sich auf zwei Manuale und das Pedal verteilen. Sie ersetzt die schadhaft gewordene pneumatische Vorgängerorgel von Georg Glatzl aus dem Jahr 1938.
Die Disposition lautet:
| I Hauptwerk C–g3 |             |                |
| 1.               | Prinzipal   | 8′             |
| 2.               | Rohrflöte   | 8′             |
| 3.               | Salicional  | 8′             |
| 4.               | Oktave      | 4′             |
| 5.               | Blockflöte  | 4′             |
| 6.               | Sesquialter | 2 ⁄3′ + 1 3⁄5′ |
| 7.               | Schwegel    | 2′             |
| 8.               | Mixtur IV   | 1 ⁄3′          |

| II Positiv C–g3 |             |       |
| 9.              | Holzgedackt | 8′    |
| 10.             | Holzflöte   | 4′    |
| 11.             | Prinzipal   | 2′    |
| 12.             | Quinte      | 1 ⁄3′ |
| 13.             | Cymbel      | 1′    |
| 14.             | Vox Humana  | 8′    |

| Pedal C–f1 |          |     |
| 15.        | Subbaß   | 16′ |
| 16.        | Rohrbaß  | 8′  |
| 17.        | Trompete | 8′  |

- Koppeln: II/I, I/P, II/P